# Прим, Хуан
Хуан Прим и Пратс, граф Ре́ус и виконт Брух (кат. Joan Prim i Prats, comte de Reus i vescomte del Bruc; 16 декабря 1814, Реус — 30 декабря 1870, Мадрид) — испанский генерал, президент совета министров Испании.

## Биография
Родился 16 декабря 1814 года в Реусе. Начал военную карьеру волонтером в войсках королевы Изабеллы; принимал участие в первой войне против карлистов. В конце войны ему было 26 лет, он участвовал в 35 боях и прошёл путь от лейтенанта до полковника, а его имя стало символом мужества. За взятие Сан-Мигеля-де-Серраделя был награждён Орден Святого Фердинанда 1-го класса.
С 1839 года играл видную роль во всех политических неурядицах Испании.  С 1841 года был депутатом парламента от Таррагоны и начальником карабинеров в Арагоне.
В 1853 году назначен посланником в Константинополь и был при турецких войсках во время кампании 1854 года на Дунае. В том же году произведён в генерал-капитаны. Во время войны с Марокко в 1859—1860 годах отличился у Кастильехос и при Тетуане в сражении при Вад-Рас с бою овладел деревней Амзал, которая была ключевым пунктом неприятельской позиции.
В 1861 году ему было поручено начальствование над экспедиционным отрядом в Мексике; там он сумел одержать ряд побед, но видя бесперспективность войны, поспешил избавить Испанию от этого сомнительного предприятия, заключив в Соледаде с мексиканцами особый договор.
По возвращении в Испанию Прим был назначен генерал-инспектором инженеров.
Привлечённый затем к ответу по поводу составленного им заговора в пользу соединения Испании и Португалии, скрылся за границу; но в 1866 году снова появился в Испании, попытался произвести военный мятеж в Мадриде, а когда попытка эта не удалась — бежал в Швейцарию.
В 1868 году Прим повторил свою попытку, но уже среди военных моряков, и при помощи флота овладел Кадисом, Картахеной и Барселоной; когда же королева бежала из Мадрида, вступил туда и принял на себя звание военного министра, а 18 июня 1869 года стал президентом совета министров Испании.
Составленный Примом план «Иберийского союза» (избрания на вакантный испанский трон Фернанду II Португальского) не осуществился вследствие противодействия португальцев. Тогда Прим предложил корону Испании сыну итальянского короля герцогу Амадею д`Аоста, который взошёл на испанский престол под именем Амадея I.
В день отъезда нового короля из Италии в Мадрид 27 декабря 1870 года Прим подвергся нападению мадридских республиканцев и, получив тяжёлые раны, умер 30 декабря.
Его сын, Хуан Прим-и-Агуэро (1858—1930), был дивизионным генералом испанской армии.